# Liste der Flugplätze in Portugal
Diese Liste der Flugplätze in Portugal führt Flugplätze in Portugal inklusive der Azoren und Madeira auf, ohne Anspruch auf Vollständigkeit.
Die offizielle portugiesische Flugsicherung NAV gibt 39 zivile Flugplätze (port.: Aerodrómos) in Portugal an (Stand November 2017).
Der staatliche Flughafenbetreiber ANA Aeroportos de Portugal führt zehn davon als Flughäfen (port.: Aeroportos), namentlich Lissabon, Porto, Faro, Beja, Madeira, Porto Santo, Ponta Delgada, Santa Maria, Horta und Flores.
| Ort                                         | Region   | ICAO-Code | IATA-Code | Name des Flughafens                                                                               |
| ------------------------------------------- | -------- | --------- | --------- | ------------------------------------------------------------------------------------------------- |
|                                             |          |           |           |                                                                                                   |
| Portugal (Festland): Öffentliche Flugplätze |          |           |           |                                                                                                   |
| Amendoeira                                  | Alentejo | LPMN      |           | Flugplatz Amendoeira (Aeródromo da Amendoeira, Montemor-o-Novo), Montemor-o-Novo                  |
| Aveiro                                      | Centro   | LPAV      |           | Flugplatz São Jacinto (Aeródromo Municipal de Aveiro)                                             |
| Beja                                        | Alentejo | LPBJ      | BYJ       | Flughafen Beja (Aeróporto de Beja)                                                                |
| Braga                                       | Norte    | LPBR      | BGZ       | Flugplatz Braga (Aeródromo Municipal de Braga) (Palmeira, Braga)                                  |
| Bragança                                    | Norte    | LPBG      | BGC       | Flugplatz Bragança (Aeródromo Municipal de Bragança) (Domestic and International)                 |
| Cascais                                     | Lisboa   | LPCS      |           | Flugplatz Cascais (Aeródromo Municipal de Cascais/Costa do Estoril (Tires), São Domingos de Rana) |
| Castelo Branco                              | Centro   | LPCB      |           | Flugplatz Castelo Branco (Aerodrómo de Castelo Branco)                                            |
| Coimbra                                     | Centro   | LPCO      | CBP       | Flugplatz Bissaya Barreto (Aeródromo Municipal Bissaya Barreto)                                   |
| Covilhã                                     | Centro   | LPCV      | COV       | Flugplatz Covilhã (Aeródromo Municipal da Covilhã)                                                |
| Espinho (Paramos, Espinho/Costa Verde)      | Norte    | LPIN      |           | Flugplatz Espinho (Aeródromo de Espinho)                                                          |
| Évora                                       | Alentejo | LPEV      |           | Flugplatz Évora (Aeródromo de Évora)                                                              |
| Faro                                        | Algarve  | LPFR      | FAO       | Flughafen Faro (Aeroporto Internacional de Faro)                                                  |
| Maia                                        | Norte    | LPVL      |           | Flugplatz Maia (Aeródromo Municipal da Maia [Vilar da Luz])                                       |
| Mirandela                                   | Norte    | LPMI      |           | Flugplatz Mirandela (Aeródromo Municipal de Mirandela)                                            |
| Monfortinho, Idanha-a-Nova                  | Centro   | LPMF      |           | Flugplatz Monfortinho (Aeródromo Municipal de Monfortinho)                                        |
| Lissabon                                    | Lisboa   | LPPT      | LIS       | Flughafen Lissabon (Aeroporto da Portela de Sacavém)                                              |
| Porto                                       | Norte    | LPPR      | OPO       | Flughafen Porto (Aeroporto Internacional Francisco Sá Carneiro)                                   |
| Santarém                                    | Alentejo | LPSR      |           | Flugplatz Santarém (Aeródromo de Santarém)                                                        |
| Sines                                       | Alentejo | LPSI      | SIE       | Flugplatz Sines (Aeródromo Municipal de Sines)                                                    |
| Vila Real                                   | Norte    | LPVR      | VRL       | Flugplatz Vila Real (Aeródromo Municipal de Vila Real){Vila Real/Douro}                           |
| Viseu                                       | Centro   | LPVZ      | VSE       | Flughafen Viseu (Aeródromo Municipal Gonçalves Lobato (Viseu)) (Lordosa, Viseu)                   |
| Azoren: Öffentliche Flugplätze              |          |           |           |                                                                                                   |
| Corvo                                       | Azoren   | LPCR      | CVU       | Flughafen Corvo (Aeroporto do Corvo)                                                              |
| Ilha do Faial (Horta)                       | Azoren   | LPHR      | HOR       | Flughafen Horta (Aeroporto da Horta)                                                              |
| Flores                                      | Azoren   | LPFL      | FLW       | Flughafen Flores (Aeroporto das Flores)                                                           |
| Graciosa                                    | Azoren   | LPGR      | GRW       | Flughafen Graciosa (Aeroporto da Graciosa)                                                        |
| Pico                                        | Azoren   | LPPI      | PIX       | Flughafen Pico (Aeroporto do Pico)                                                                |
| Santa Maria                                 | Azoren   | LPAZ      | SMA       | Flughafen Santa Maria (Aeroporto de Santa Maria)                                                  |
| São Jorge                                   | Azoren   | LPSJ      | SJZ       | Flughafen São Jorge (Aeroporto de São Jorge)                                                      |
| São Miguel (Ponta Delgada)                  | Azoren   | LPPD      | PDL       | Flughafen João Paulo II (Aeroporto João Paulo II)                                                 |
| Madeira: Öffentliche Flugplätze             |          |           |           |                                                                                                   |
| Madeira (Funchal)                           | Madeira  | LPMA      | FNC       | Flughafen Madeira (Funchal) (Aeroporto da Madeira) (Santa Cruz/Madeira)                           |
| Porto Santo                                 | Madeira  | LPPS      | PXO       | Flughafen Porto Santo (Aeroporto do Porto Santo) (Vila Baleira)                                   |